# المدرم (خيران المحرق)

تعديل مصدري - تعديل

المدرم هي إحدى قرى عزلة الدانعى بمديرية خيران المحرق التابعة لمحافظة حجة، بلغ تعداد سكانها 176 نسمة حسب تعداد اليمن لعام 2004.